# Beavis
Beavis (znany również jako Cornholio) – postać fikcyjna, jeden z dwóch tytułowych bohaterów amerykańskiego komediowego serialu animowanego Beavis i Butt-head. Głosu użyczył mu twórca serialu – Mike Judge.
Beavis ma włosy koloru blond, które nosi w przerośniętej pompadourowej stylizacji, wyraźny zgryz i obsesyjne spojrzenie oraz mówi ochrypłym głosem wraz ze swoim charakterystycznym chichotem „Heh heh”. Prawie zawsze widziany jest z profilu, a nie patrząc bezpośrednio w kamerę. Często nosi koszulkę zespołu Metallica, lecz w merchandisingu, na jego koszulce widnieje napis „Death Rock”, żeby uniknąć problemów licencyjnych.
Jest nieco niższy niż jego najlepszy przyjaciel – Butt-head, lecz wydaje się wyższy z daleka ze względu na swoją fryzurę. Beavis wraz z Butt-headem pracuje jako kucharz w Burger World – fikcyjnej restauracji szybkiej obsługi.
Jego imię zostało zainspirowane przez przyjaciela Judge'a z czasów studenckich – Bobby'ego Beavisa.